# Walther (cráter)
No confundir con Walter, un pequeño cráter situado cerca de Diophantus.

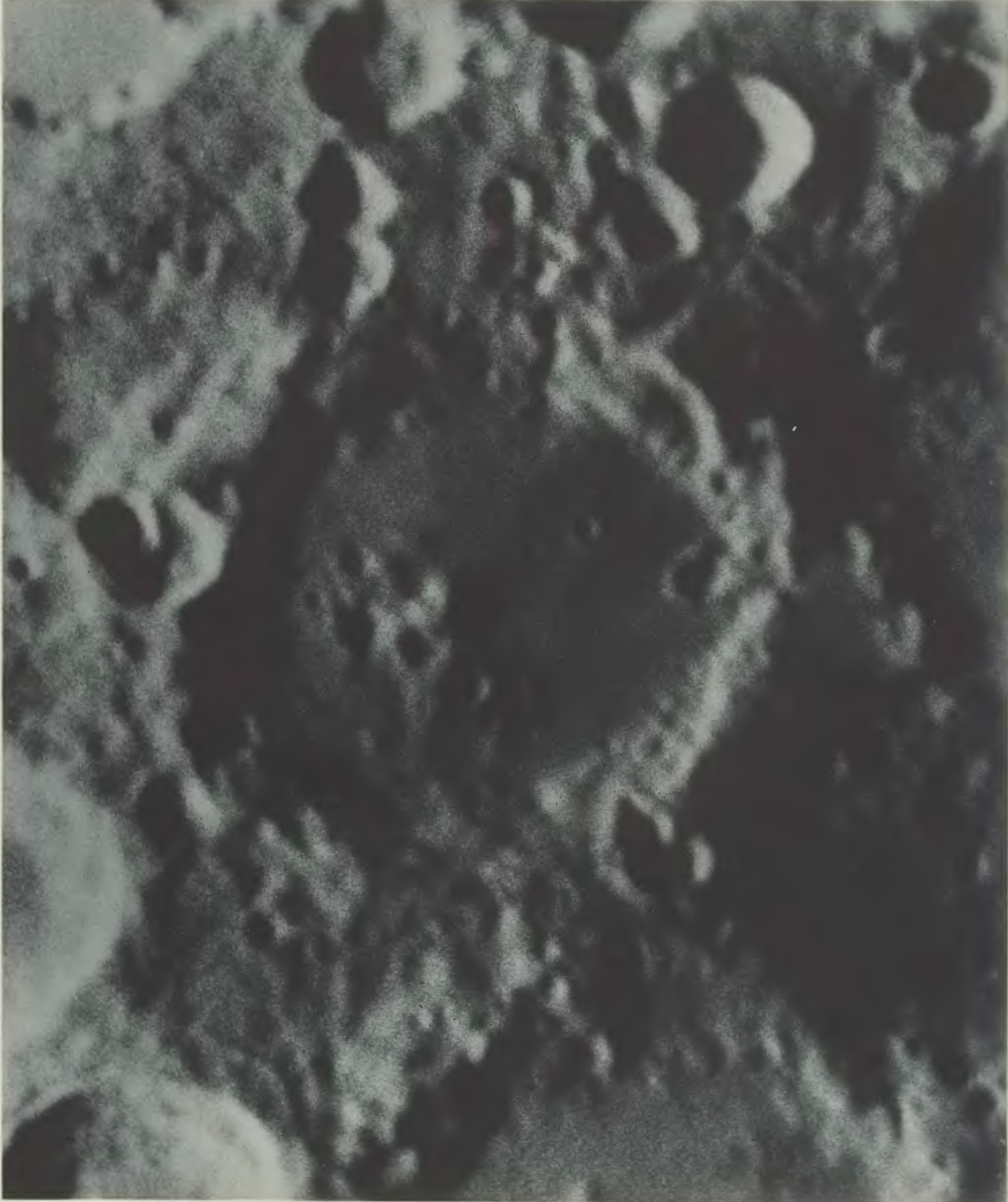
Walther en el Lunar Atlas de Ladislaus Weinek (1898). El norte en la foto señala hacia abajo.

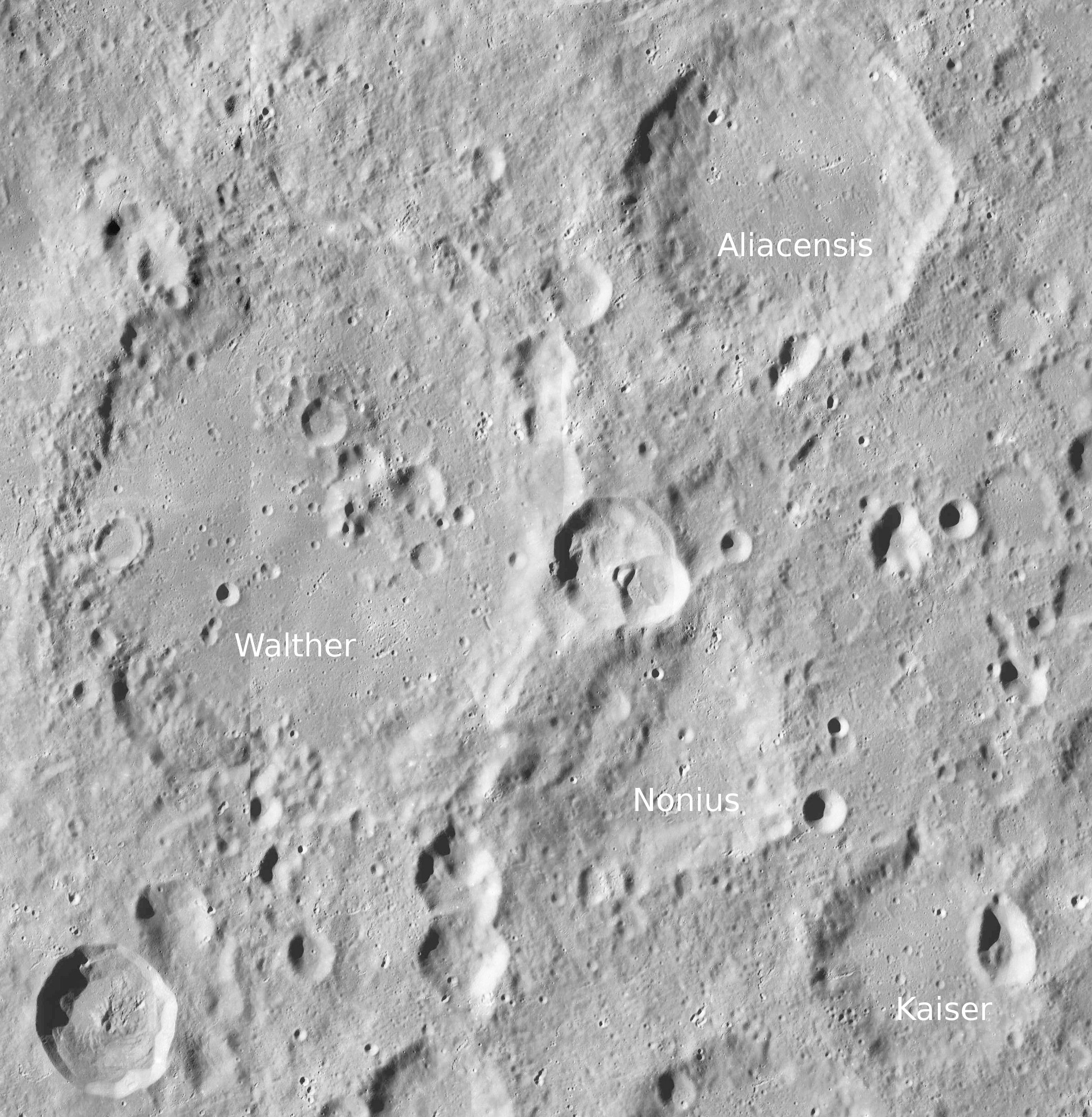
Fotografía de la misión Lunar Reconnaissance Orbiter

Walther es un antiguo cráter de impacto ubicado en la región de las tierras altas del sur de la Luna. Se une en el borde occidental al cráter Deslandres. Al noreste se halla Aliacensis, y unido al borde sureste se localiza Nonius , caracterizado por su forma irregular.
|  |

El borde de Walther es complejo, muy erosionado e inciso por impactos menores. La pared conserva una forma aproximadamente circular, pero gran parte de su relieve se ha desgastado y presenta un pequeño saliente con forma de protuberancia en el borde occidental. El suelo ha resurgido después del impacto original, dejando la mitad suroeste relativamente plana. En el cuadrante noroeste posee un pico central que ha quedado desplazado, desgastado e impactado por varios pequeños cráteres.

## Nombres
Walther recibe el nombre del astrónomo alemán Bernhard Walther. Como muchos de los cráteres de la cara visible de la Luna, fue nombrado (en la forma latina, 'Valtherus') por Giovanni Riccioli, cuyo sistema de nomenclatura de 1651 posteriormente se estandarizó. Cartógrafos lunares anteriores le habían dado diversos nombres: en el mapa de Michael van Langren de 1645 figura como "Caroli I Reg. Britt.", en honor del rey Carlos I de Inglaterra, y Johannes Hevelius lo agrupó con Purbach y con Regiomontanus como "Mons Libanus", más adelante denominada Cordillera del Líbano.

## Cráteres satélite
Por convención estos elementos son identificados en los mapas lunares poniendo la letra en el lado del punto medio del cráter que está más cercano a Walther.
|         | \| Walther \| Coordenadas \| Diámetro \| \| ------- \| ---------------------------- \| -------- \| \| A \| 32°24′S 0°42′E / -32.4, 0.7 \| 12 km \| \| B \| 30°30′S 1°24′O / -30.5, -1.4 \| 9 km \| \| C \| 31°12′S 0°48′O / -31.2, -0.8 \| 14 km \| \| D \| 32°00′S 2°48′E / -32.0, 2.8 \| 18 km \| \| E \| 33°18′S 1°12′O / -33.3, -1.2 \| 13 km \| \| F \| 33°06′S 2°06′E / -33.1, 2.1 \| 6 km \| \| G \| 32°30′S 3°54′O / -32.5, -3.9 \| 8 km \| \| J \| 34°24′S 1°30′O / -34.4, -1.5 \| 7 km \| \| K \| 34°06′S 1°24′O / -34.1, -1.4 \| 7 km \| \| L \| 31°54′S 0°54′O / -31.9, -0.9 \| 5 km \| \| M \| 34°00′S 0°18′O / -34.0, -0.3 \| 5 km \| \| N \| 33°42′S 0°12′O / -33.7, -0.2 \| 6 km \| \| O \| 35°36′S 0°06′O / -35.6, -0.1 \| 6 km \| \| P \| 35°24′S 0°12′E / -35.4, 0.2 \| 9 km \| \| Q \| 33°30′S 0°18′E / -33.5, 0.3 \| 4 km \| \| R \| 35°48′S 0°24′E / -35.8, 0.4 \| 8 km \| \| S \| 36°24′S 0°36′E / -36.4, 0.6 \| 12 km \| \| T \| 33°24′S 1°48′E / -33.4, 1.8 \| 8 km \| \| U \| 33°24′S 2°42′E / -33.4, 2.7 \| 4 km \| \| W \| 32°48′S 2°30′O / -32.8, -2.5 \| 36 km \| \| X \| 32°06′S 1°54′O / -32.1, -1.9 \| 10 km \| |          |
| Walther | Coordenadas | Diámetro |
| A       | 32°24′S 0°42′E / -32.4, 0.7 | 12 km    |
| B       | 30°30′S 1°24′O / -30.5, -1.4 | 9 km     |
| C       | 31°12′S 0°48′O / -31.2, -0.8 | 14 km    |
| D       | 32°00′S 2°48′E / -32.0, 2.8 | 18 km    |
| E       | 33°18′S 1°12′O / -33.3, -1.2 | 13 km    |
| F       | 33°06′S 2°06′E / -33.1, 2.1 | 6 km     |
| G       | 32°30′S 3°54′O / -32.5, -3.9 | 8 km     |
| J       | 34°24′S 1°30′O / -34.4, -1.5 | 7 km     |
| K       | 34°06′S 1°24′O / -34.1, -1.4 | 7 km     |
| L       | 31°54′S 0°54′O / -31.9, -0.9 | 5 km     |
| M       | 34°00′S 0°18′O / -34.0, -0.3 | 5 km     |
| N       | 33°42′S 0°12′O / -33.7, -0.2 | 6 km     |
| O       | 35°36′S 0°06′O / -35.6, -0.1 | 6 km     |
| P       | 35°24′S 0°12′E / -35.4, 0.2 | 9 km     |
| Q       | 33°30′S 0°18′E / -33.5, 0.3 | 4 km     |
| R       | 35°48′S 0°24′E / -35.8, 0.4 | 8 km     |
| S       | 36°24′S 0°36′E / -36.4, 0.6 | 12 km    |
| T       | 33°24′S 1°48′E / -33.4, 1.8 | 8 km     |
| U       | 33°24′S 2°42′E / -33.4, 2.7 | 4 km     |
| W       | 32°48′S 2°30′O / -32.8, -2.5 | 36 km    |
| X       | 32°06′S 1°54′O / -32.1, -1.9 | 10 km    |